# 李埜
李埜（1450年—？年），字茂林，四川夔州府東鄉縣（今宣漢縣）人，民籍，治《書經》，明朝政治人物。

## 生平
四川鄉試第五十七名舉人。成化二十三年（1487年）中式丁未科會試第三百三十五名，三甲第一百一十五名進士。授保定府博野县知县。

## 家族
曾祖李文富；祖父李彰，巡檢；父李敏，教諭。前母程氏；徐氏。